# Hiệp ước Liên kết Tự do
Hiệp ước Liên kết Tự do (tiếng Anh: Compact of Free Association hay viết tắt là COFA) là hiệp ước định nghĩa mối quan hệ mà mỗi trong số ba quốc gia có chủ quyền: Liên bang Micronesia, Cộng hòa Quần đảo Marshall và Cộng hòa Palau đồng ý trở thành các quốc gia liên kết với Hoa Kỳ.
Các quốc gia có chủ quyền kể trên từng là một phần tử của Lãnh thổ Ủy thác Quần đảo Thái Bình Dương, một lãnh thổ ủy thác Liên Hợp Quốc do Hải quân Hoa Kỳ quản lý từ năm 1947 đến năm 1951 và Bộ Nội vụ Hoa Kỳ quản lý từ năm 1951 đến 1986 (đối với Palau là đến năm 1994). Theo tinh thần hiệp ước liên kết tự do, Hoa Kỳ bảo đảm việc tài trợ tài chính trong khoản thời gian dài 15 năm dưới sự quản lý của Phòng Quốc hải vụ Hoa Kỳ để đổi lấy việc Hoa Kỳ có toàn quyền lực và trách nhiệm về an ninh quốc phòng.

## Các điều khoản kinh tế
Các quốc gia liên kết tự do tham gia tích cực trong tất cả các hoạt động hỗ trợ kỹ thuật của Phòng Quốc hải vụ Hoa Kỳ. Hoa Kỳ đối xử với các quốc gia này như nhau, cho họ hưởng nhiều chương trình quốc nội của Hoa Kỳ trong đó có các chương trình giảm thiểu, phục hồi và đối phó tai ương do Cơ quan Quản lý Tình trạng Khuẩn trương Liên bang điều hành, các dịch vụ khác như Cục Dự báo Thời tiết Quốc gia Hoa Kỳ, Cục Bưu điện Hoa Kỳ, Cơ quan Quản trị Hàng không Liên bang Hoa Kỳ, Ủy ban đặc trách Truyền thông Liên bang Hoa Kỳ,... Mặc dù nằm bên ngoài khu vực thuế quan Hoa Kỳ nhưng hàng hóa nhập cảng vào Hoa Kỳ từ các quốc gia liên kết tự do gần như miễn thuế.
Đa số công dân các quốc gia liên kết tự do có thể sống và làm việc tại Hoa Kỳ và ngược lại các công dân Hoa Kỳ và gia đình của họ có thể sống và làm việc tại các quốc gia liên kết tự do.

## Các điều khoản quân sự
Hiệp ước Liên kết Tự do cho phép Quân đội Hoa Kỳ hoạt động tại các quốc gia này, có quyền yêu cầu đất đai để xây căn cứ quân sự (tuy nhiên phải qua thương thuyết), và không cho bất cứ quân đội nước nào hoạt động tại các quốc gia này mà không được phép của Hoa Kỳ. Đổi lại, Hoa Kỳ có trách nhiệm bảo vệ tất cả các quốc gia liên kết này và có trách nhiệm trông coi các công việc và hiệp ước quốc phòng quốc tế mặc dù Hoa Kỳ có thể không tuyên chiến vì các quốc gia này. Hoa Kỳ không được phép sử dụng vũ khí sinh học, hóa học và nguyên tử tại lãnh thổ của Palau. Hoa Kỳ cũng không được phép cất giữ các loại vũ khí như thế tại đó trừ khi trong thời gian có tình trạng khẩn trương quốc gia, tình trạng chiến tranh hay khi cần thiết để phòng vệ chống lại một cuộc tấn công thật sự sắp xảy ra vào Hoa Kỳ, Quần đảo Marshall hay Liên bang Micronesia.